# Kirche Canitz (Riesa)

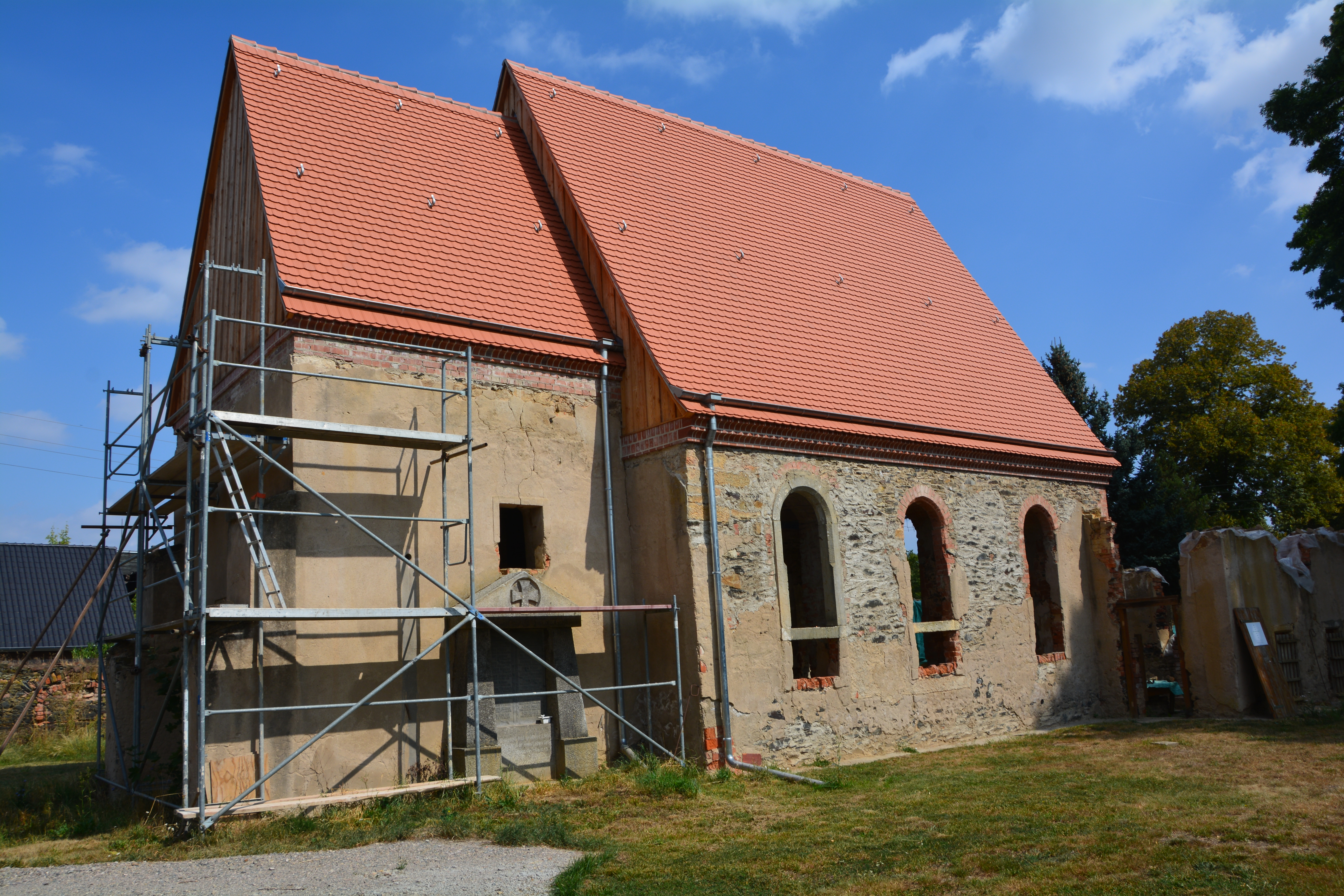
Kirche Canitz mit neuem Dach, 2020

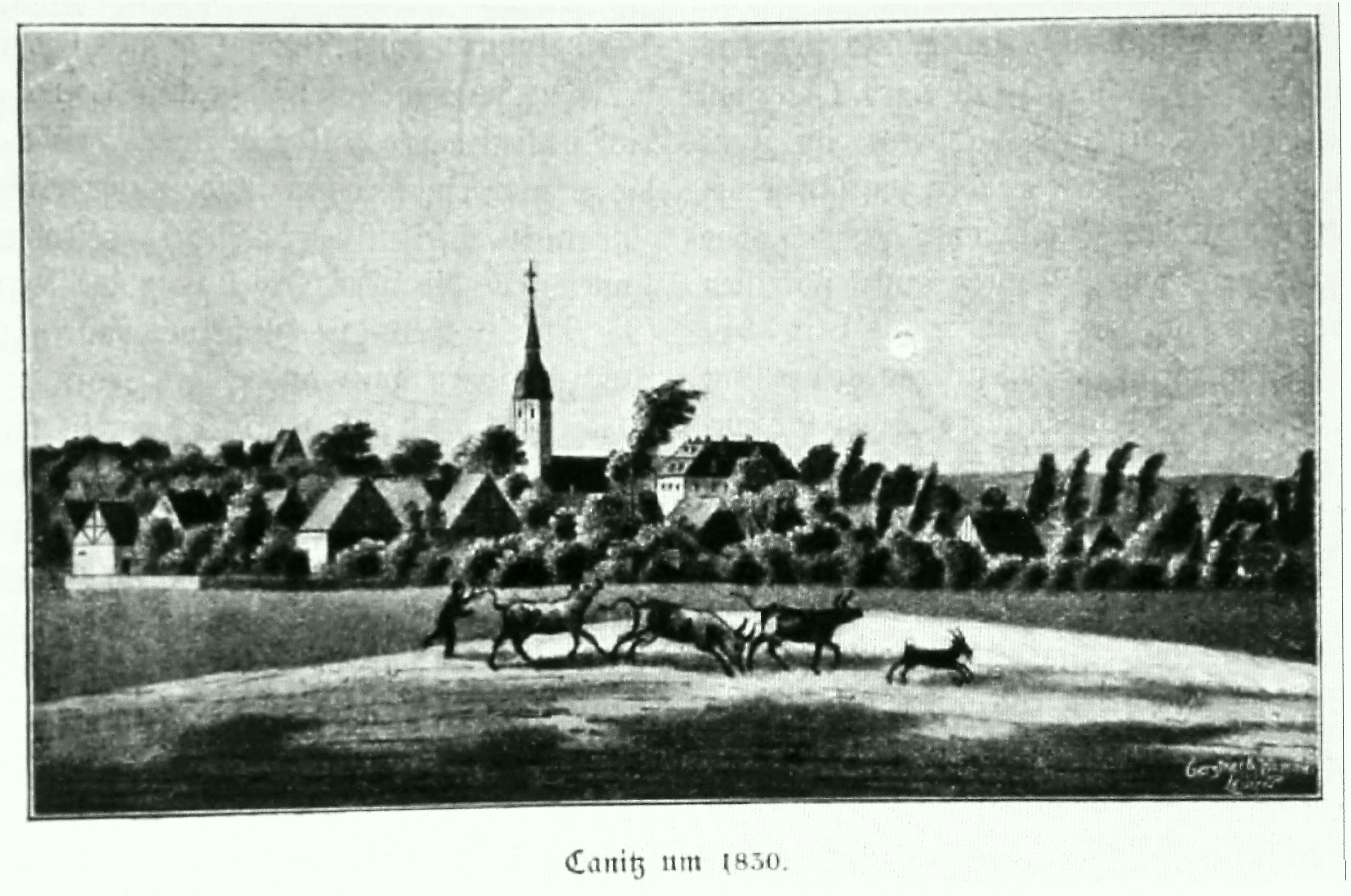
Ansicht Canitz um 1830

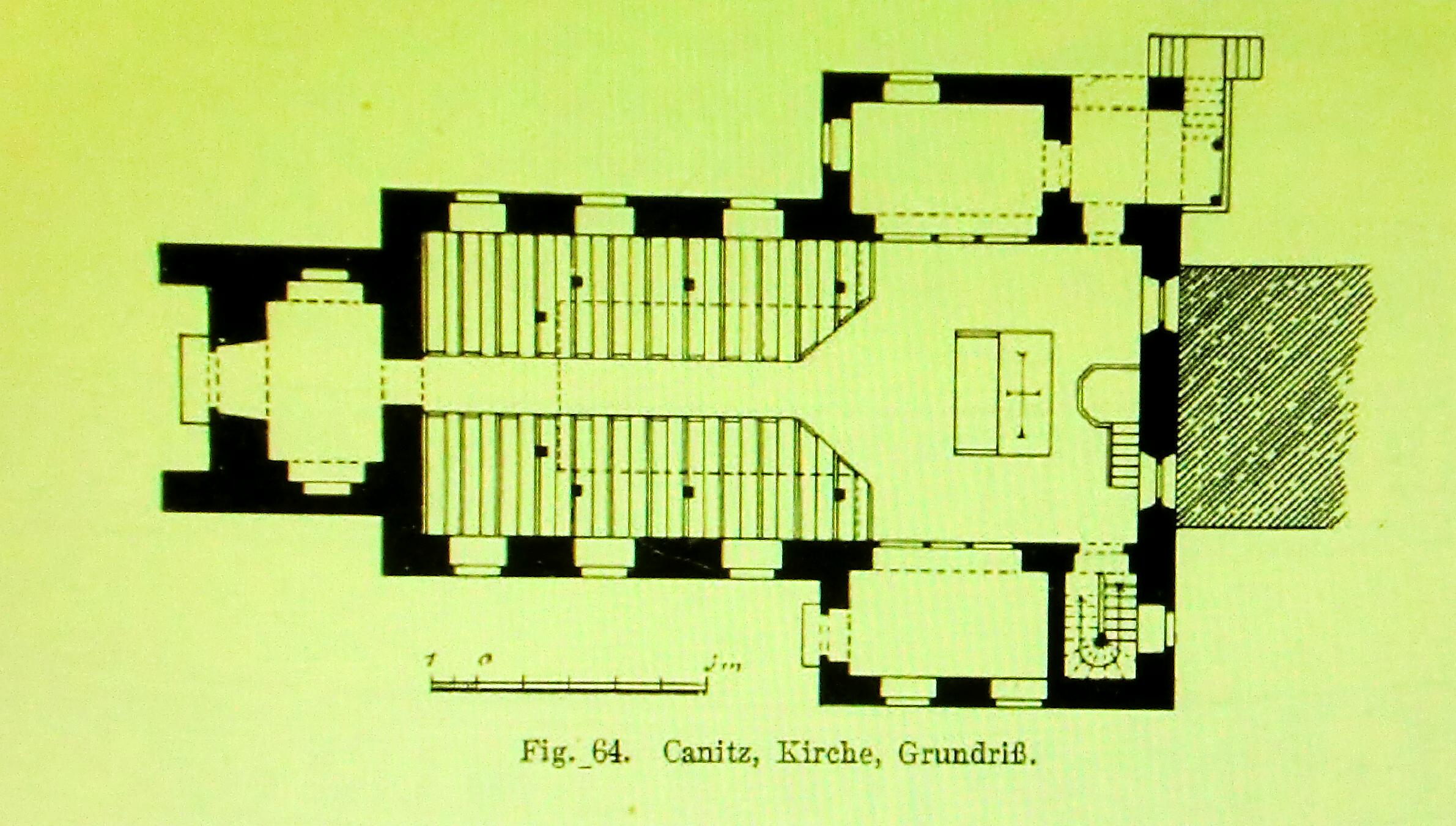
Kirche Canitz: Grundriss

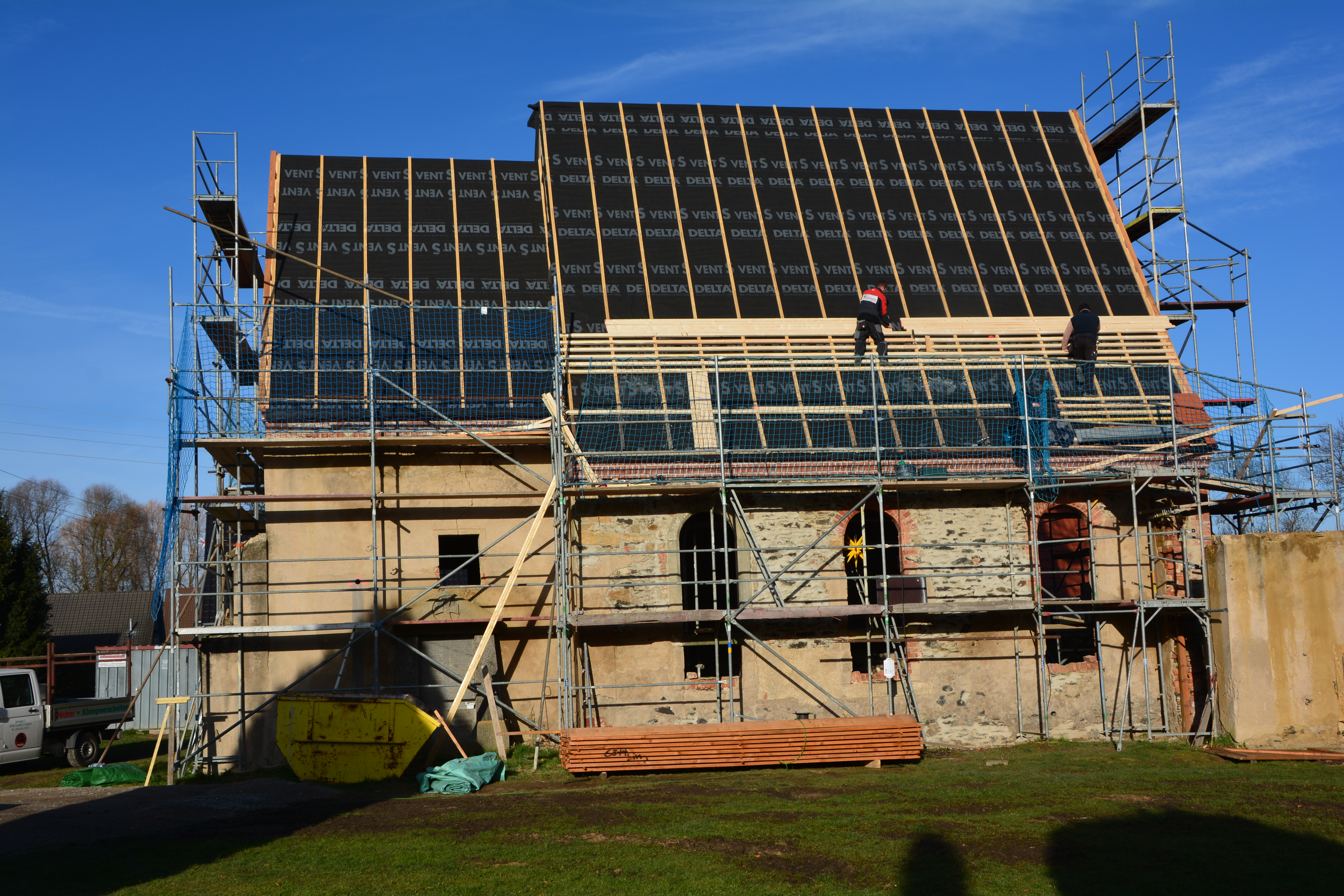
Notsicherung, Sicherung des Mauerwerks

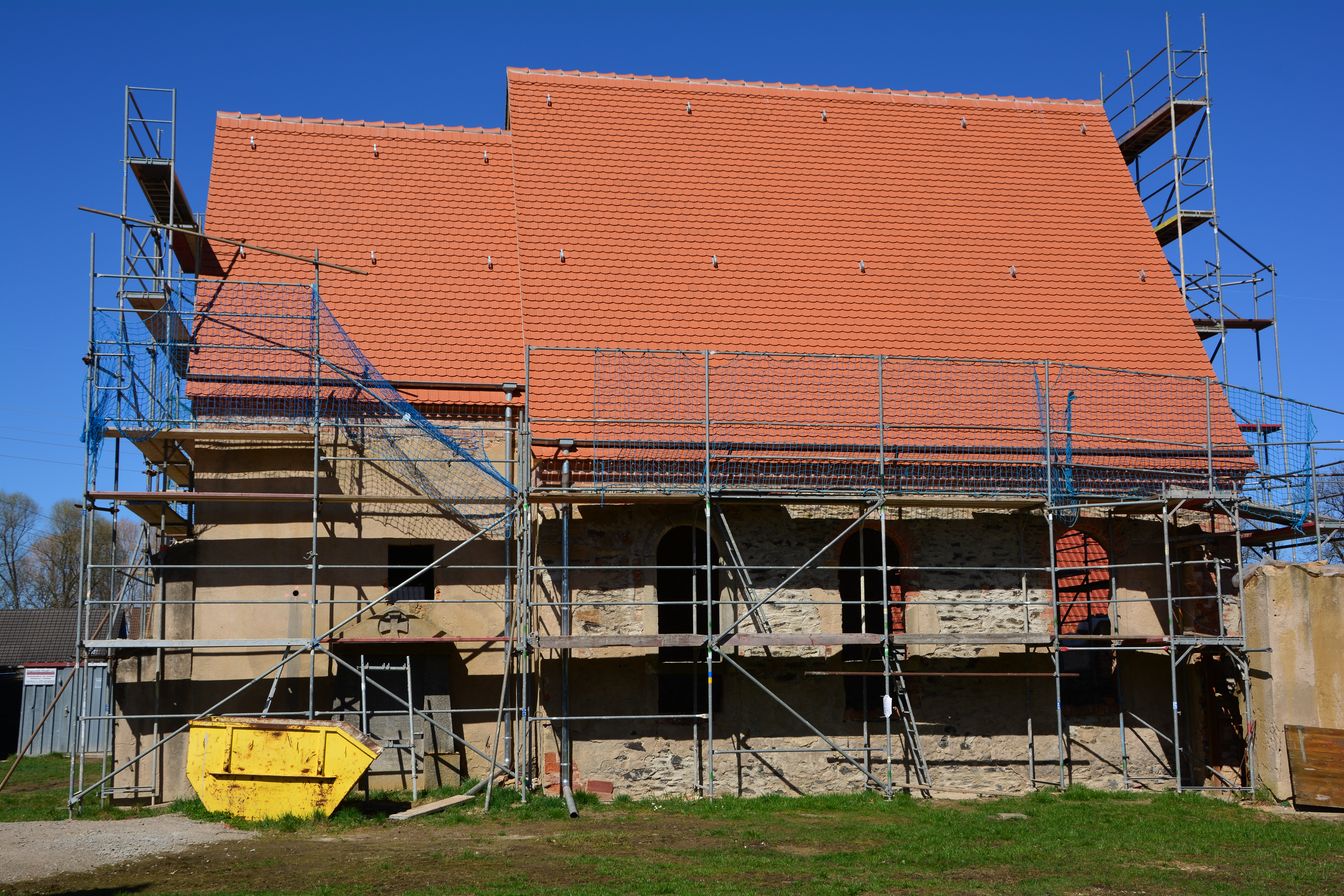
Zustand April 2018

Die evangelisch-lutherische Kirche in Canitz, einem Stadtteil von Riesa in Nordsachsen, befindet sich in dem ländlichen Gebiet zwischen Oschatz, Riesa und Strehla.

## Geschichte

### 13. bis 17. Jahrhundert
Im Zusammenhang mit dem Herrensitz des Bero de Kaniz wird Canitz 1221 erstmals urkundlich erwähnt. Die Entstehung einer Kirche wird somit im 13. Jahrhundert vermutet. Canitz gehörte zur Lehnsherrschaft der Burggrafen von Meißen. Bischof Johann von Lenzenstein stiftete in der Zeit von 1376 bis 1379 den Altar des heiligen Wenzeslaus und schenkte urkundlich belegt 10 ½ Schock neue Meißner Groschen.
Um 1430 bis 1431 erfolgte der Einbau eines Glockengeläuts. Im 16. Jahrhundert – ein Rittergut ist im Jahr 1513 belegt – befand sich Canitz im Besitz der Familie von Pflugk, und diese ließ um 1550 das alte Schloss erbauen.
Ab dem Jahr 1539 ist die Kirche als Pfarrkirche belegbar und wurde spätestens seit dem Jahr 1630 als Filialkirche der Kirche in Borna aufgeführt. Im Jahr 1631 brach in Canitz die Pest aus und forderte unter den 143 Einwohnern 106 Todesopfer.
Um 1655 war Canitz im Besitz der Familie von Schleinitz. Rittergutsbesitzer Andreas Dietrich von Schleinitz schenkte der Kirche einen silbernen Kelch für 25 Taler und 8 Groschen. Um 1672 wurde ein massiver Altar eingebaut.
Von 1693 bis 1697 ließ der Rittergutsbesitzer Andreas Dietrich von Schleinitz die Kirche umbauen und erweitern. Es entstand ein rechteckiges Kirchenschiff mit einem an der Westseite befindlichen Turm mit achteckigem Turmgeschoss und einer abschließenden geschweiften Haube. Im Altarraum waren zwei zweistöckige Betstuben angeordnet.
Ein neuer Turm, höher und kräftiger, wurde 1697 angefügt. Dessen Gründung auf Schwemmsand und Nachlässigkeiten beim Bau führten späterhin immer wieder zu Rissbildungen am Turm.
Die schlichte Kirche befand sich neben dem Herrenhof und war vom Schlosspark des neuen Schlosses (1758 angelegt und als Folge der Bodenreform 1947 abgerissen und beseitigt) umgeben.

### Bis 1800
Um 1741 wurde das neue Pfarrhaus fertiggestellt. Preußische Soldaten plünderten im Siebenjährigen Krieg 1758 die Kirche und stahlen vornehmlich die aus Zinn bestehenden Orgelpfeifen.
Um 1784 erfolgten umfangreiche Reparaturarbeiten an Turm und Außenmauern. Zudem wurde das Dach komplett erneuert, neue Emporen wurden eingebaut und neues Gestühl wurde in der Kirche aufgestellt.
Als der Nachbesitzer Johann Wilhelm Wittmann 1798 in Canitz verstarb, übernahm dessen Witwe Johanna Sophie Wilhelmine das Gut als Wohltäterin. Noch zu Lebzeiten vermachte sie der Kirche 10.000 Taler und der Gemeinde 1.000 Taler als „eisernes Kapital“.

### Bis 1945
In den Jahren 1829 bis 1830 wurden die Pfarrwirtschaftsgebäude neu erbaut. Eine weitere Erneuerung der Kirche erfolgte in den Jahren 1863 sowie von 1869 bis 1870. Insbesondere wurden der Kirchturm, der Treppenaufgang zur Kanzel und zur nördlichen Betstube erneuert.
Anlässlich des 200-jährigen Bestehens der Kirche wurde – finanziert durch Zinserträge des Wittmannschen Legats – eine neue Orgel installiert. Ein ebenfalls neuer Taufstein aus Eichenholz mit bronzenen Taufbecken vervollständigte das Inventar. Den alten gotischen Taufstein aus dem 14. Jahrhundert platzierte man 1863 auf dem Kirchhof hinter der Kirche.
Im Jahr 1871 wurde innen eine Gedenktafel für die Opfer des deutsch-französischen Krieges angebracht. Um 1891 brannte die große Scheune nieder und wurde nicht wieder aufgebaut. Im Jahr 1894 wurden am Turm erneut bedenkliche Risse repariert.
Eine Glocke des ursprünglichen Geläuts wurde 1914 eingeschmolzen. Im Jahr 1921 erfolgten Anbringung und Weihe eines Gedenksteines mit den Namen der Opfer des Ersten Weltkrieges an der Außenwand der Kirche. Ab 1931 gehörte die Kirche Canitz zur Bornaer evangelisch-lutherischen Kirchgemeinde.
Im Jahr 1942 wurde eine weitere Glocke des historischen Geläutes aus dem Jahr 1431 für Rüstungszwecke abgeliefert. Diese konnte jedoch 1948 von der Sammelstelle in Hamburg zurückgeholt werden. Beim Einmarsch der Roten Armee 1945 wurden Canitz und auch die Kirche geplündert. Dabei wurde das Kirchgebäude stark beschädigt.

### Nach 1945

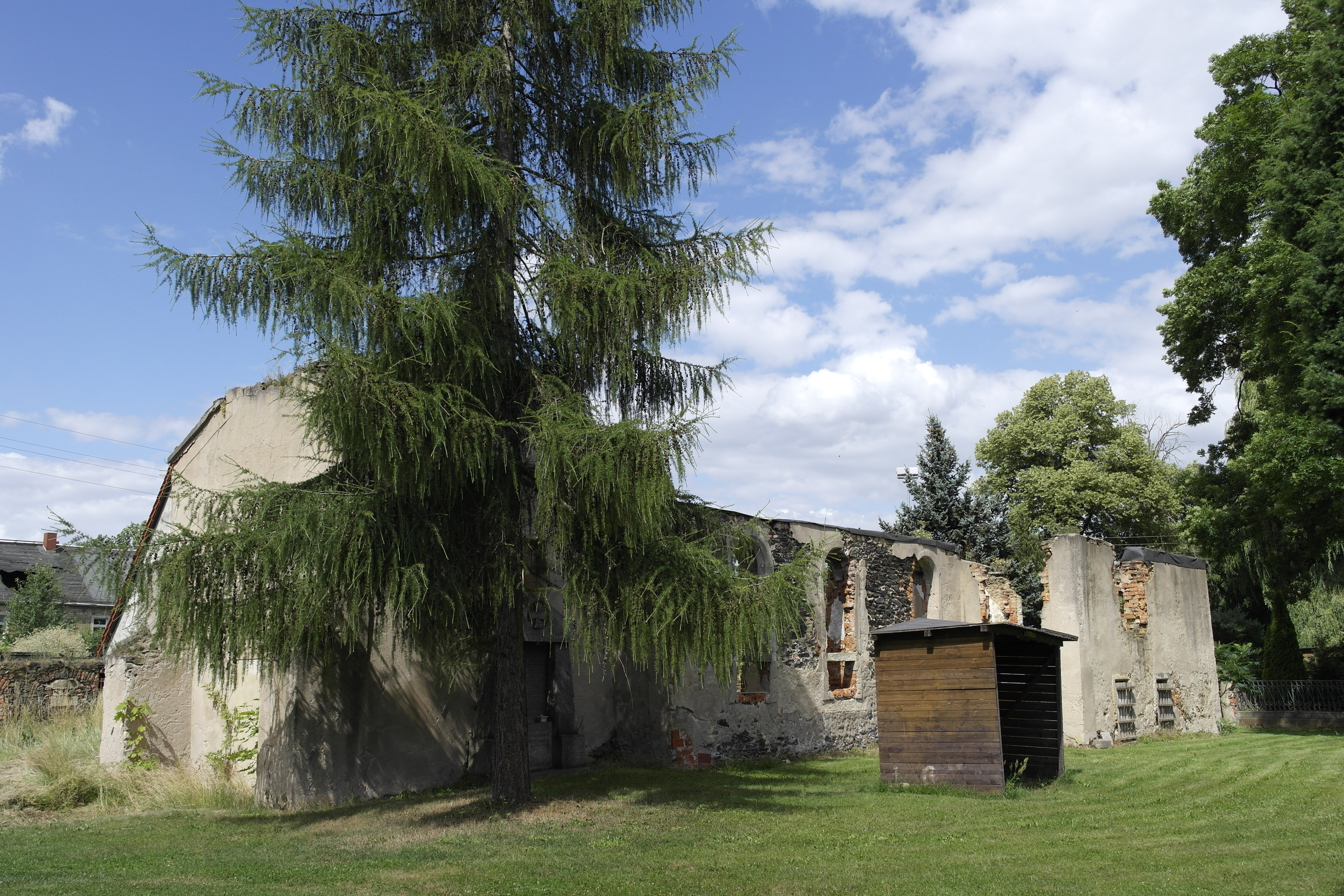
Kirchenruine Canitz

In den Jahren 1948 bis 1949 erfolgte eine Renovierung der Kirche, außerdem wurden die Kriegsschäden beseitigt. In den Jahren 1953 bis 1954 wurde eine Außensanierung mit der Erneuerung des Fassadenputzes vorgenommen. Der bauliche Zustand verschlechterte sich dennoch zusehends. Das Dach wies größere Schadstellen auf und war somit undicht: Regenwasser zerstörte das hölzerne Dachtragwerk. Der Erhalt dieser Kirche scheiterte nicht zuletzt an der mangelnden Bereitstellung von Material und Baufirmen durch die staatlichen Stellen.
Im Jahr 1967 erfolgte die Schließung der Kirche wegen Baufälligkeit und akuter Einsturzgefahr. Sie wurde ab 1975 bis auf die Umfassungsmauern bis zur Traufhöhe abgetragen. Einiges Inventar wurde an umliegende Kirchen verschenkt oder verkauft. Seit dem Verlust des Kirchgebäudes finden die Gottesdienste im Gemeinderaum des Pfarrhauses Oschatzer Straße 85 statt.
Seit 2020 gehört die Kirche Canitz zur Kirchgemeinde Oschatzer Land im Kirchenbezirk Leisnig-Oschatz der Evangelisch-Lutherischen Landeskirche Sachsens.

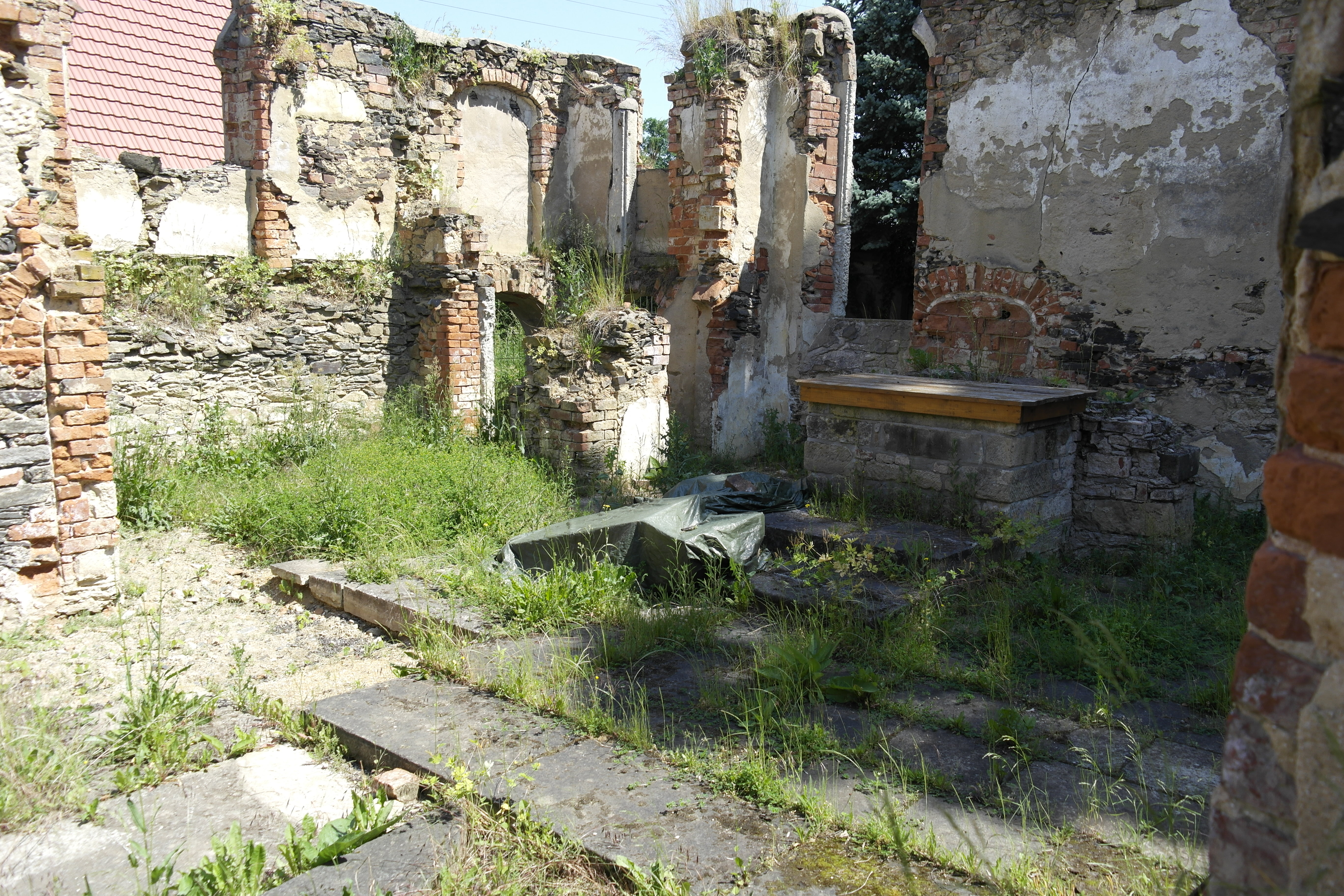
Ruine der Kirche
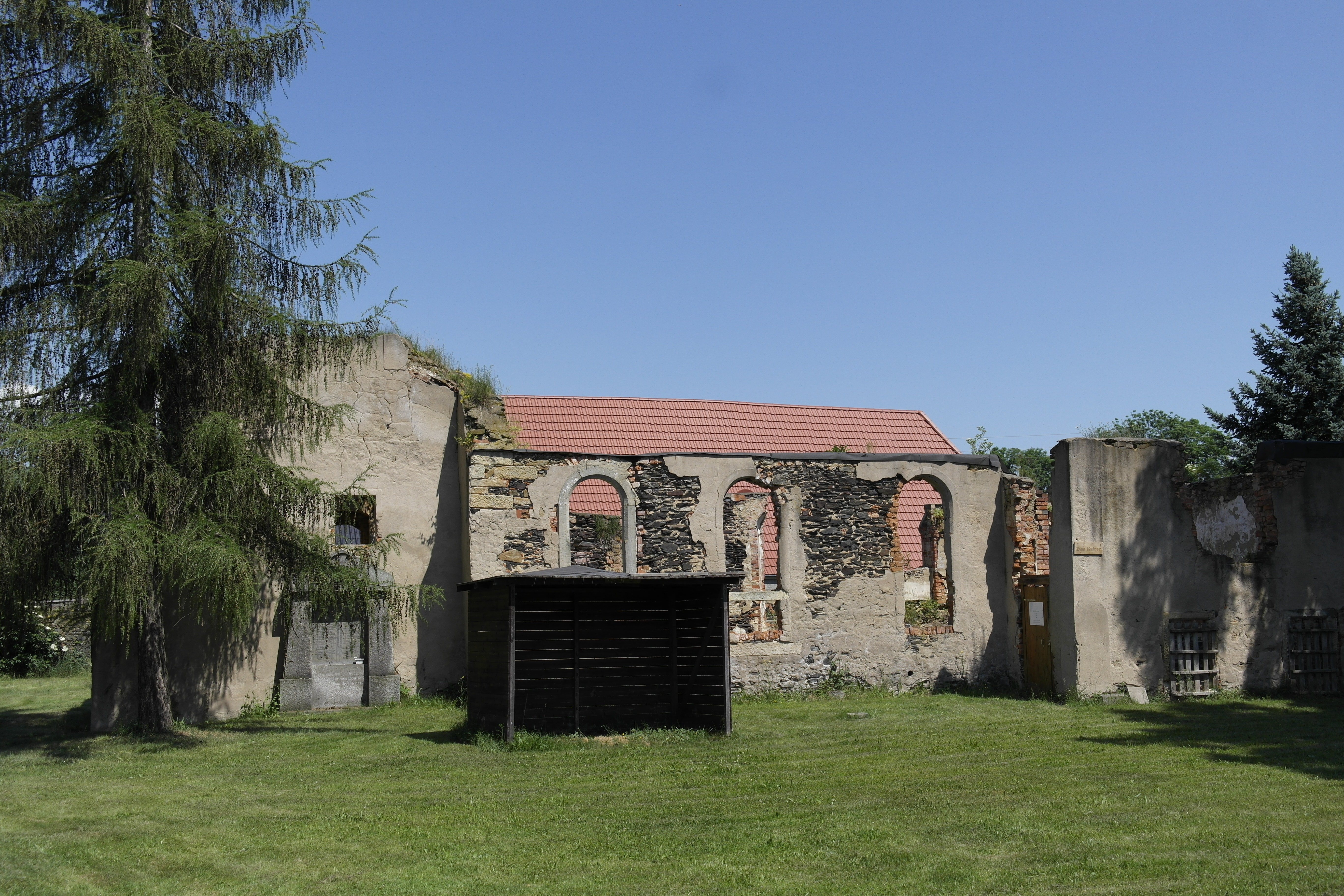
Ruine der Kirche
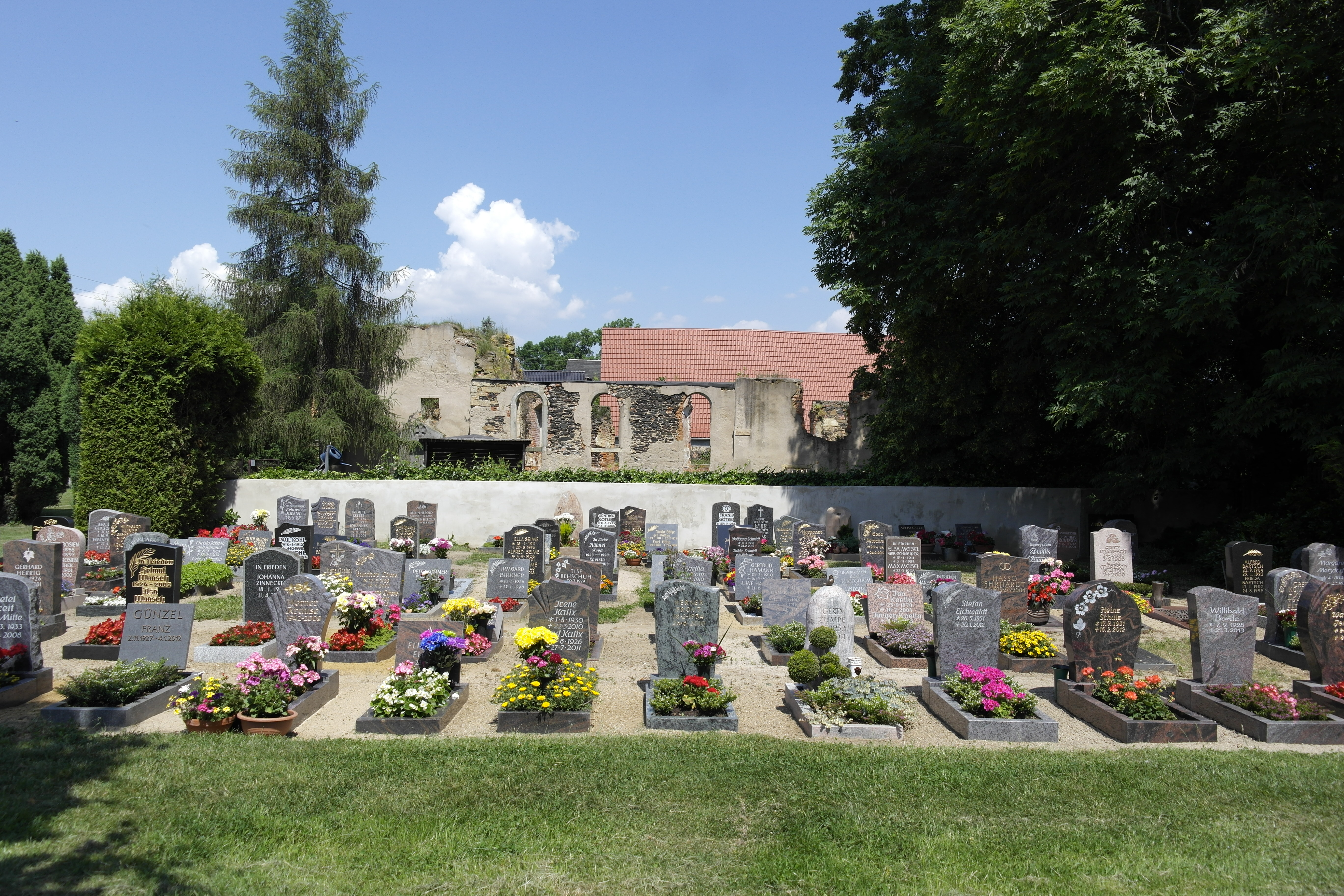
Ruine der Kirche mit Friedhof

## Glockenturm
Im Jahr 1989 entstand ein neuer Glockenturm für die beiden Canitzer Glocken auf dem Friedhofsgelände. Somit läutet die historische Glocke aus dem Jahr 1431 wieder.

## Geläut
Das Geläut bestand aus zwei Bronzeglocken, hergestellt von der Glockengießerei Schilling aus Apolda. Glockenstuhl und Glockenjoche bestehen aus einer Holzkonstruktion. Die Glocken wurden 1904 gegossen und sind am 29. Januar 1907 gemeinsam mit der Kirche geweiht worden.
Nachfolgend eine Datenübersicht des aktuell installierten Geläuts:
| Nr. | Gussdatum | Gießer                    | Durchmesser | Masse  | Schlagton |
| --- | --------- | ------------------------- | ----------- | ------ | --------- |
| 1   | 1933      | Glockengießerei Schilling | 575 mm      | 122 kg | e″        |
| 2   | 1430      | Glockengießerei unbekannt | 573 mm      | 119 kg | fis″      |

## Wiederaufbauprojekt
Im November 2005 gründete sich ein Förderverein zum Wiederaufbau einer neuen Kirche. In der Folgezeit wurde die Kirche enttrümmert, der Schutt des eingestürzten Daches und des Turmes beräumt und das Mauerwerk gesichert. Dabei wurden zwei historische Grabtafeln aus dem 16. Jahrhundert und von 1890 freigelegt und sichergestellt. Auch Teile der Emporen und der Turmuhr wurden geborgen und eingelagert. Über 100 Tonnen wiederverwendbares Mauerwerk wurden aussortiert und zur Wiederverwendung bereitgestellt.
Bei einem Neubau sollten die noch vorhandenen verbliebenen Mauerreste mit einbezogen werden. Dann könnte wieder eine „lebendige“ Kirche mit Gottesdiensten, Ausstellungen und Konzerten entstehen. Auch an neue Nutzer wurde dabei gedacht, wie an die Evangelisch-Lutherische Landeskirche Sachsens, die Stadtteilfeuerwehr, an den Spielmannszug Canitz, die Sportgemeinschaft Canitz oder auch an den Segelfliegerclub.
Vom Förderverein wurden Spenden gesammelt und Fördermittel beantragt. Mit Zuschüssen der Landeskirche und Mitteln der Denkmalpflege konnte eine Notsicherung erfolgen. Sichtbares Resultat war der erreichte Baufortschritt, der neue Dachstuhl mit dem am 11. November 2017 gefeierten Richtfest. Aus der Notsicherung heraus wurde das Dach komplett neu gedeckt und eröffnete die Planungen für eine Innengestaltung.
Danach hatte die Kirche einen überdachten Kirchenraum und einen Vorraum, den Turmraum. Sanierungsbedürftig waren noch die ruinösen Mauerwerkreste von Apsis und Chorraum. Mit der beliebten Fernsehsendung des MDR Mach Dich Ran erspielten sich die Canitzer einen Betrag von 70.000 Euro für den weiteren Aufbau der Canitzer Dorfkirche. Am 27. September 2019 erfolgte in der Livesendung Oh Happy Day die Scheckübergabe.
Das Wiederaufbauprojekt wurde, nach dem Entwurfsverfasser Peter Zirkel Architekten aus Dresden ab dem 18. März 2021, mit einem außergewöhnlich hohen Anteil an Eigenleistungen und somit sparsamen Budget, realisiert. Besonders hervorzuheben sind die Holzeinbauteile, insbesondere die teilweise beweglichen Holzlamellen am Ostgiebel. Am 26. Juni 2022 wurde die wiederaufgebaute Kirche geweiht.
Das im ländlichen Raum geschaffene hochwertige Objekt verkörpert das Miteinander und wurde deshalb im Rahmen des sächsischen Staatspreises für Baukultur 2022 von der Zentrale für Baukultur Sachsen mit einer Anerkennung bedacht.

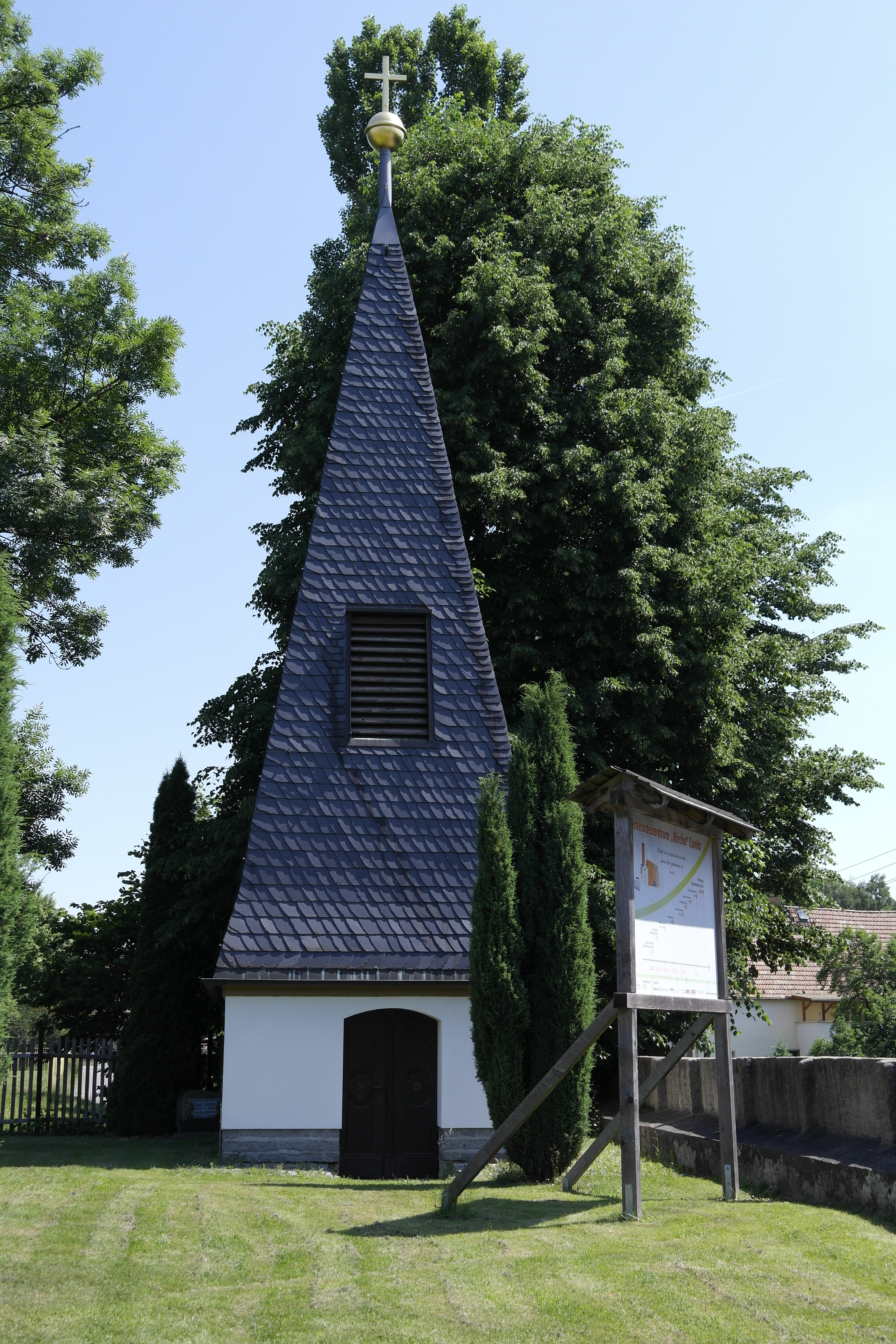
Neuer Glockenturm
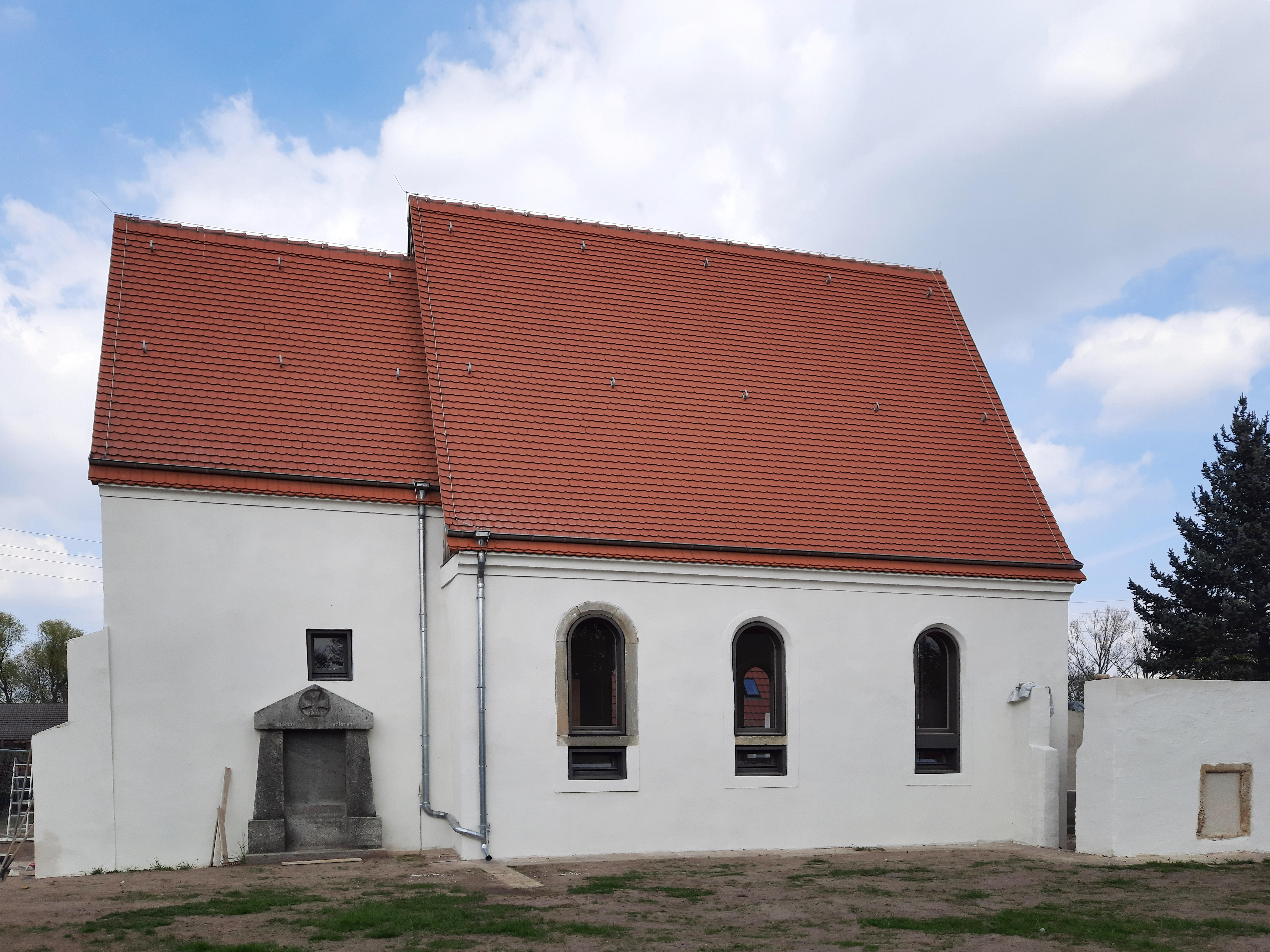
Aufgebaute Kirche 2022
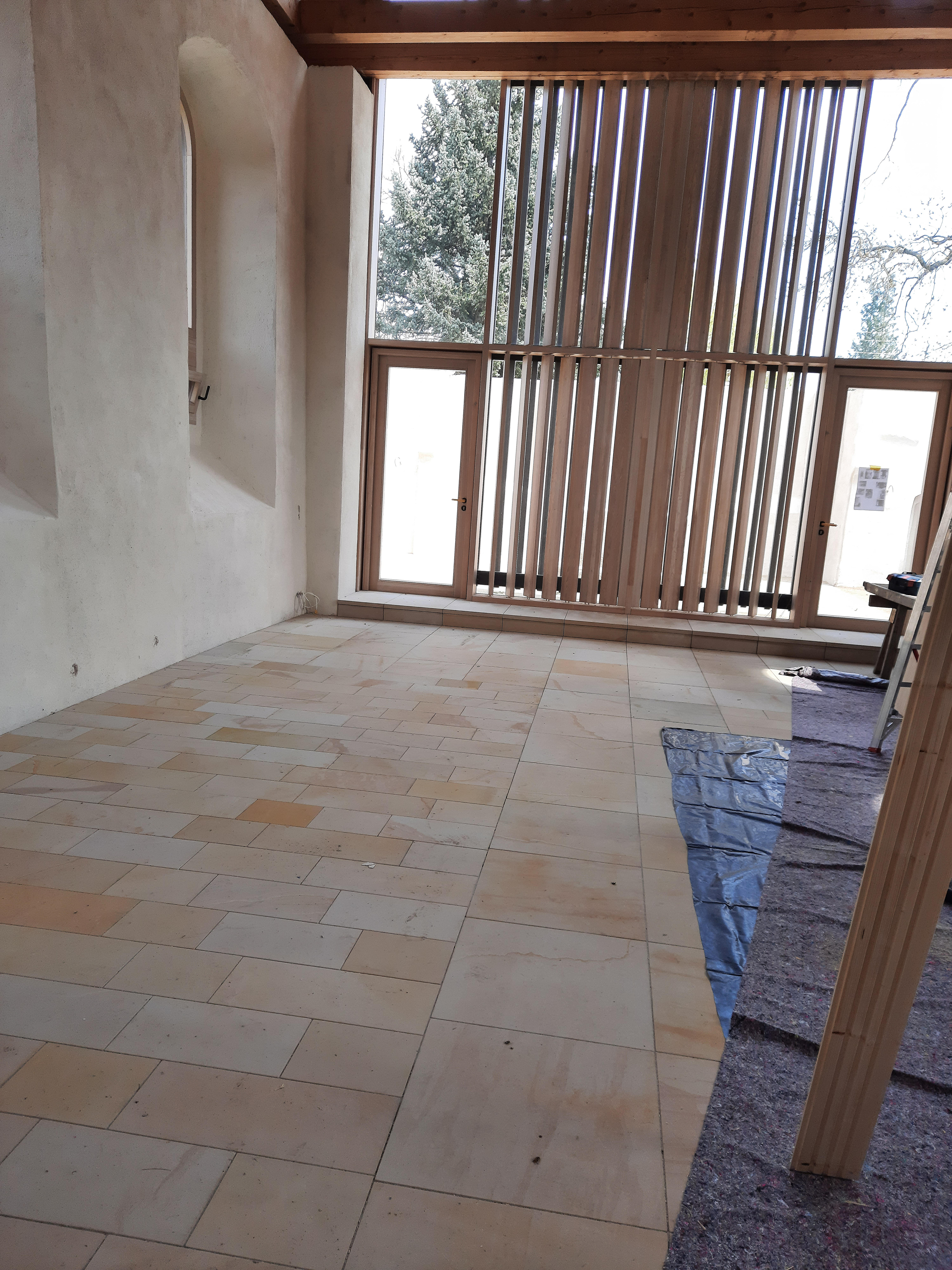
Aufgebaute Kirche innen 2022
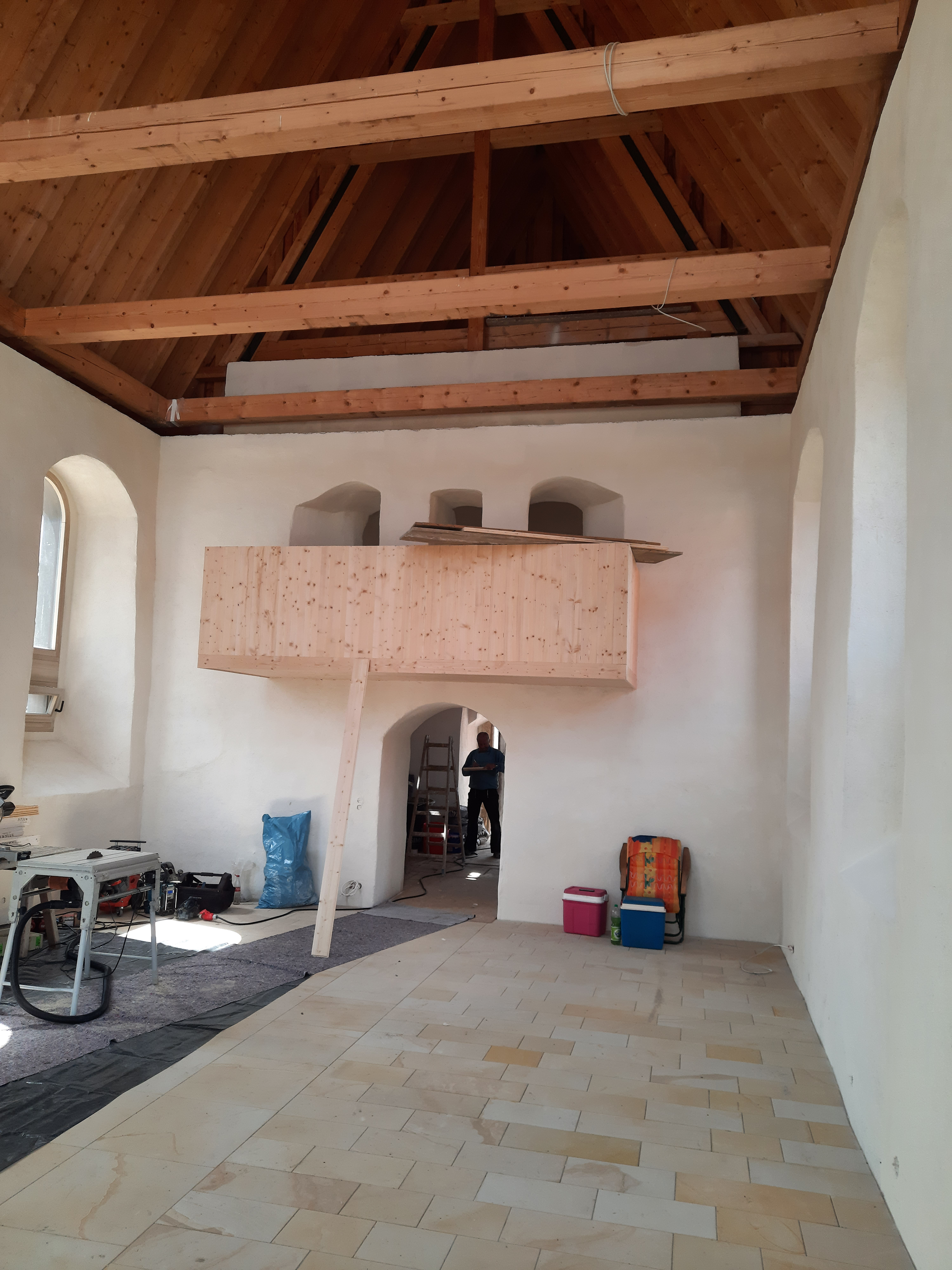
Aufgebaute Kirche innen 2022